# Cinéma Opéra
Ne doit pas être confondu avec Cinéma Opéra (Reims).
Le Cinéma Opéra est un cinéma du 1er arrondissement de la ville de Lyon, en France.

## Description
Il est situé au numéro 6, rue Joseph-Serlin, sur la presqu’île de Lyon à proximité de la place des Terreaux.
Ce cinéma est composé d'une seule salle d'une centaine de places. Mais une petite salle de 46 places, Le Cinéma, lui est rattachée ; elle est située impasse Saint-Polycarpe, au bas des pentes de la Croix-Rousse.
Ces deux salles font partie du réseau art et essai.

## Historique
Ce cinéma existe depuis au moins 1918 et porte d'abord le nom de « l'Odéon »,.
Il devient le « Normandy » en 1938 et est spécialisé dans les films érotiques pendant les années 1960.
Il est rénové en 1970 et devient le « CNP Opéra », classé « art et essai » en 1971.
En 1975, il prend son nom actuel, « Cinéma Opéra », et est classé X de 1976 à 1980.
Le cinéaste expérimental Georges Rey, déjà gérant de la petite salle Le Cinéma (depuis 1976),, impasse Saint-Polycarpe, reprend le Cinéma Opéra en 1982, jusqu'en 2000. La salle est à nouveau classée « art et essai » à compter de 1983.
Après un redressement en 1999 suivi d'un dépôt de bilan, Guy Malugani reprend l'établissement et Frédéric Lefort devient le gérant des deux salles en 2005,.

## Programmation
La programmation du Cinéma Opéra comprend essentiellement :
- des films récents en exclusivité, dont les multiplexes n'ont pas voulu, car n'espérant pas atteindre un large public ;
- des films récents qui ont généralement quitté l'affiche des autres salles de la ville ;
- des films turcs ;
- des films anciens, généralement en version restaurée ;
- des hommages, par exemple celui à Claude Chabrol quelques jours après sa mort[8] ;
- de 2011[9] à 2019[10],[11], les séances du ciné-club Enjeux sur image[12], créé à la suite de la fermeture du CNP Odéon.

La salle accueille aussi des projections de festivals, comme celles du Festival Lumière, un festival de science-fiction, etc.
Alors que la salle Le Cinéma était spécialisée dans les films expérimentaux à son ouverture et proposait des projections spéciales dans le passé (en 1982, elle avait accueilli, avec la Cinémathèque, le Zola et l'ELAC, un festival international cinéma-vidéo,), elle ne fait plus que reprendre des films en fin de vie, qui viennent généralement de passer au Cinéma Opéra. Cette salle fonctionnait en 16 mm jusqu'en 1990.